# Municipio de Union Valley
El municipio de Union Valley (en inglés, Union Valley Township) es una subdivisión territorial del condado de Perry, Arkansas, Estados Unidos. Según el censo de 2020, tiene una población de 351 habitantes.

## Geografía
Está ubicado en las coordenadas 34°57′48″N 92°48′58″O / 34.96333, -92.81611. Según la Oficina del Censo de los Estados Unidos, tiene una superficie total de 23,67 km², de la cual 23,04 km² corresponden a tierra firme y 0,63 km² es agua.

## Demografía
Según el censo de 2020, hay 351 personas residiendo en la zona. La densidad de población es de 15,23 hab./km². El 94,02 % de los habitantes son blancos, el 0,85 % son amerindios, el 0,57 % son asiáticos y el 4,56 % son de una mezcla de razas. Del total de la población, el 0,85 % son hispanos o latinos de cualquier raza.